# Huracà Nate (2005)
L'Huracà Nate va ser un huracà que va recórrer l'oceà Atlàntic entre el 5 i el 10 de setembre durant la temporada d'huracans de l'Atlàntic de 2005. El fenomen va ser la catorzen tempesta a ser nomenada aquell any i les previsions inicials indicaven que podria arribar a les Bermudes, portant grans perjudicis al petit país, fet que a l'hora de la veritat no va passat. Nate va passar distant, al sud de les illes, mentre aconseguia la seva força màxima en la nit de 8 de setembre. El sistema va aconseguir només l'estatus d'huracà de categoria 1, la més feble de les 5 possibles en l'escala de Saffir-Simpson.
Després de moure's lluny de les Bermudes, la tempesta va entrar en una regió amb temperatures més baixes en la superfície del mar i cisallament del vent desfavorable, fent-la amagrir-se per una temperatura tropical abans de fer-se extratropical en 10 de setembre. El romanent extratropical va ser absorbit més tard per un sistema major.
L'huracà no va causar danys estructurals mentre era tropical, tot i que va generar corrent de ressaca, en combinació amb altres tempestats, que van provocar la mort d'una persona a la costa de Nova Jersey. Nate va ser responsable de pluges lleus i forts vents a les Bermudes. Els romanents dels huracans Nate i Maria van contribuir a les fortes pluges que hi va haver en parts d'Escòcia i després a Vestlandet (Noruega), provocant un lliscament de terra que va matar una persona.> Navilis de la Marina del Canadà, que estaven en una ruta per a Costa del Golf dels Estats Units carregant subministraments per ajudar després de l'huracà Katrina, es van endarrerir a fi d'intentar evitar el mar agitat i les ratxes de vent provocades per Nate i per l'huracà Ophelia.

## Història meteorològica
Una ona tropical va sorgir en la costa oest d'Àfrica el 30 d'agost de 2005 i va seguir una ruta en sentit oest a través de l'Oceà Atlàntic, mantenint una vigorosa àrea de convecció al llarg del seu eix. L'endemà passat de, l'1 de setembre, la major part de la convecció profunda havia estat "perduda" a causa de les forces de cissallament del vent que venia del sud-oest. Malgrat això, l'ona va romandre ben definida i va continuar seguint el seu camí en direcció oest-nord-oest sobre les aigües de l'Atlàntic. En aquell moment, el sistema es va dividir en dues parts: la porció nord va passar entre les illes de Sobrevent i l'huracà Maria el 3 de setembre, mentre que la porció sud va canviar el seu rumb cap a l'interior del Mar de Carib. L'endemà, la part nord de l'ona va començar a interactuar amb un sistema de baixa pressió de nivell superior i un tàlveg allargat que estaven localitzats entre les Bermudes i les illes de Sobrevent; exactament el mateix tàlveg que va contribuir al desenvolupament de l'huracà Ophelia. Com a resultat del poc cissallament del vent, la convecció es remodela i es va organitzant al llarg de l'eix de l'ona. Bandes convectivas es van formar al voltant d'una àmplia superfície de baixa pressió. S'estima que el sistema desenvolupar suficient per ser considerat una depressió tropical a les 18.00 UTC del 5 de setembre, moment en què es trobava aproximadament a 560 quilòmetres al sud-sud-oest de les Bermudes.

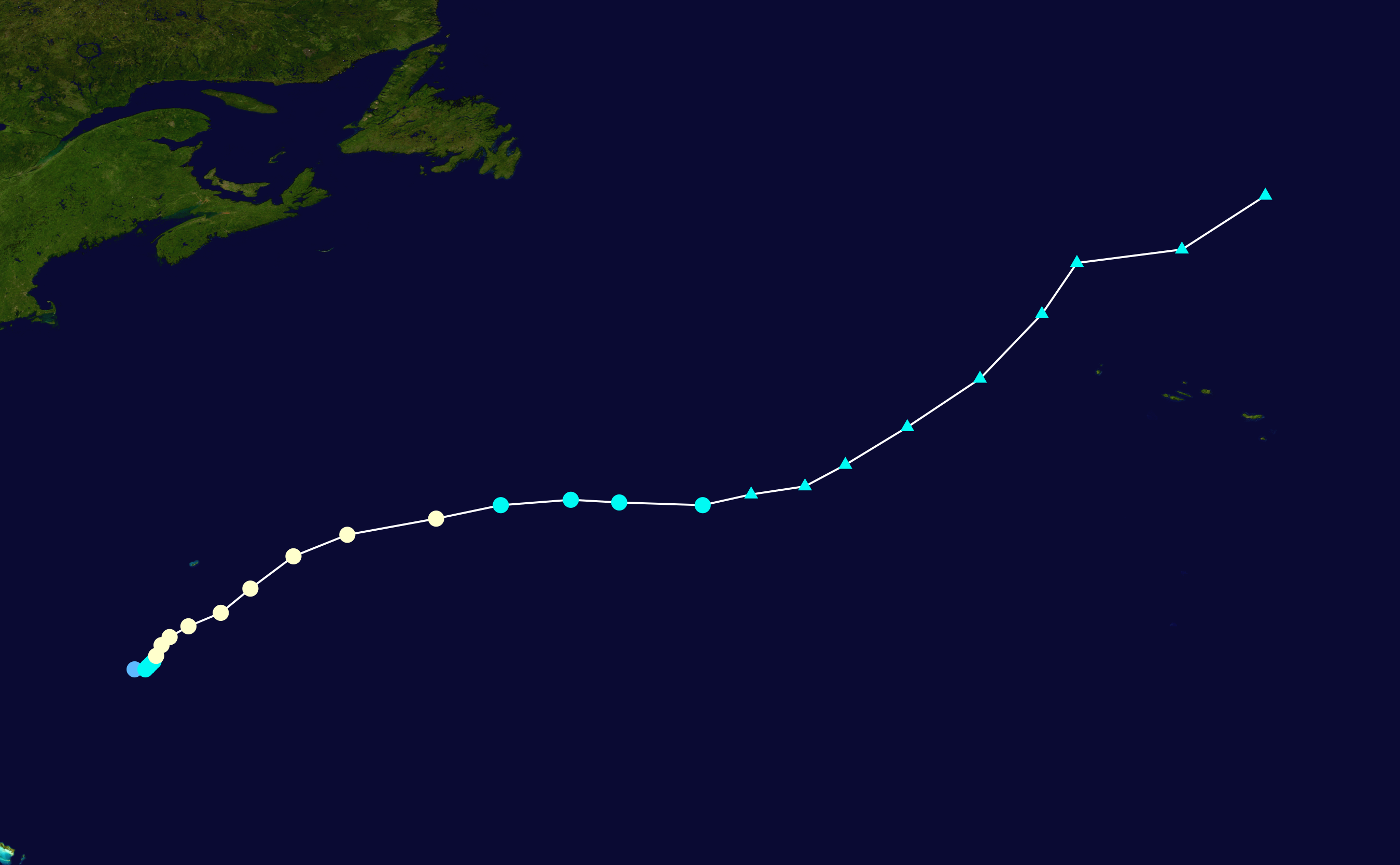
La trajectòria de Nate. La formació es va desplaçar sobre l'Atlàntic en sentit oest, en direcció al continent americà.

Després de ser considerat depressió tropical Quinze, el sistema va desenvolupar una convecció profunda en la seva part propera a l'ull de la formació, al mateix temps que quedava cada vegada més organitzat. Més tard, el 5 de setembre, el patró global dels núvols va millorar, mentre que l'activitat de la tempestat es condensava i s'aprofundia a l'interior de l'àrea de circulació cada vegada més ben definida. Només sis hores després de ser considerat com a depressió tropical, la tempesta es va intensificar i va aconseguir l'estatus de cicló tropical, que va rebre el nom de Nate pel Centre Nacional d'Huracans (National Hurricane Center) dels Estats Units. Durant els dos dies següents, Nate es va moure lentament pel nord-est en direcció a les Bermudes.
Durant les primeres hores del 6 de setembre, Nate es va estacionar gairebé entre l'huracà Maria i una pertorbació sobre les Bahames. Les imatges de satèl·lit indicaven que el patró de núvols continuava organitzant-se, amb excel·lent flux de sortida entorn de la tempestat. En la nit d'aquell mateix dia, el desenvolupament d'un ull ben delimitat es va fer evident. La tempestat tropical Nate va guanyar més força i es va fer un huracà a les 12.00 UTC de 7 de setembre, quan va començar a allunyar-se de les Bermudes. Algunes plantilles van indicar que l'huracà Nate seria absorbit o sofriria fusió amb l'huracà Maria, que era major, però la previsió del Centre Nacional d'Huracans que Nate aniria "a sobreviure" com un sistema separat va ser la que va ser real. La gran àrea de baixa pressió que anava cap al nord-est de les Bahames gradualment es va obrir en un ampli tàlveg quan unes ones curtes es van aproximar vingudes del nord-oest. El tàlveg major va anar quedant lentament allargat en el seu eix nord-est-sud-oest en la nit de 7 de setembre. Alhora, el tàlveg de l'ona es va moure per al sud al llarg del costat oest d'un altre tàlveg. El creixent flux per a sud-oest al llarg del costat sud-est del tàlveg allargat va fer que l'huracà Nate accelerés el seu moviment en sentit nord-est. Nate va aconseguir el seu bec d'intensitat de 145 km/h durant la nit de 8 de setembre, quan va passar a 205 km a sud-est de les Bermudes, mentre els seus vents més forts romanien molt lluny de qualsevol regió costanera del continent.

## Preparatius, impacte i nomenclatura

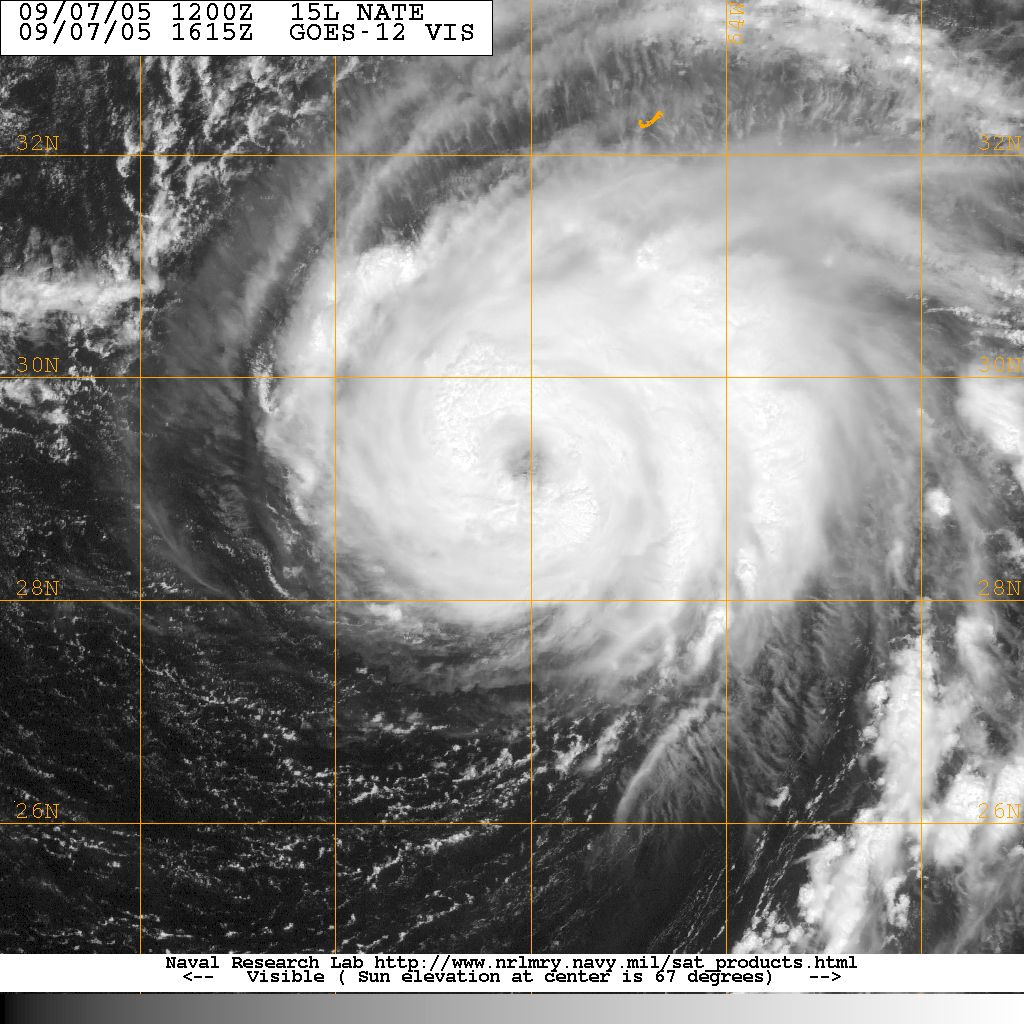
Nate el 7 de setembre, el dia en què va guanyar estatus d'huracà.

Un alerta de cicló tropical va ser emès per a les Bermudes en les primeres hores de 7 de setembre i més tard, aquell mateix dia, es van divulgar una altra alerta de tempesta i també una notificació d'huracà. No obstant això, el cicló no es va aproximar a l'illa i els avisos van ser cancel·lats l'endemà. Quatre creuers van deixar l'illa abans de l'horari previst i es van cancel·lar els vols en anticipació a l'arribada de Nate. A les 04.00 UTC de 8 de setembre, el Centre Nacional d'Huracans va estimar en 34% l'oportunitat de Nate passar a 121 km de l'illa.
Els rangs de núvols més perifèrics de Nate van arribar a les illes Bermudes amb vents constants de 55 km/h i portant molts núvols. Les ratxes de vent més intenses van arribar a prop de 80 km/h. L'Aeroport Internacional de Bermudes va registrar menys de 25 mm de pluja. No va haver-hi morts com a resultat de la tempestat en aquelles illes i cap dany va ser relatat, de manera que en referir-se al passatge de l'huracà pel territori, el Servei Meteorològic de les Bermudes va afirmar: "vam ser afortunats". Dos navilis van registrar vents amb força de tempestat tropical en associació amb el fenomen: el Maersk New Orleans, al nord del centre de la tempestat, i un navili de registre WCZ858 al sud-est. Corrents de tornada provocades per Nate i per l'huracà Maria, que estava més distant, van matar una persona i van ferir una altra en Nova Jersey; altres persones van ser arrossegades per corrents de tornada, però van aconseguir escapar sense ferides. A les Carolines, els efectes de Nate i de l'huracà Ophelia van provocar agitació en les aigües del mar. Una boia a la regió costanera del Cap Fear, en Carolina del Nord, va registrar onades de fins a 3,7 metres.